# جمون
جَمُّون (بالهندستانية: ) مدينة في إقليم جمون وكشمير الذي تديره حكومة الهند المركزية، وقد بنيت أسفل الشَّوَالِكِ وهي جبال دون جبال هملاية في الارتفاع على نهر تَوِيَّ عند إفضائه منها إلى جهة المغرب.
بلغ عدد سكانها 502,197 نسمة، تبلغ مساحتها 112 كيلومتر مربع، رمزها البريدي هو 180001.

## المناخ
يظهر الجدول التالي التغييرات المناخية على مدار السنة لجامو:
| البيانات المناخية لـجامو                                                 | البيانات المناخية لـجامو | البيانات المناخية لـجامو | البيانات المناخية لـجامو | البيانات المناخية لـجامو | البيانات المناخية لـجامو | البيانات المناخية لـجامو | البيانات المناخية لـجامو | البيانات المناخية لـجامو | البيانات المناخية لـجامو | البيانات المناخية لـجامو | البيانات المناخية لـجامو | البيانات المناخية لـجامو | البيانات المناخية لـجامو |
| الشهر                                                                    | يناير                    | فبراير                   | مارس                     | أبريل                    | مايو                     | يونيو                    | يوليو                    | أغسطس                    | سبتمبر                   | أكتوبر                   | نوفمبر                   | ديسمبر                   | المعدل السنوي            |
| ------------------------------------------------------------------------ | ------------------------ | ------------------------ | ------------------------ | ------------------------ | ------------------------ | ------------------------ | ------------------------ | ------------------------ | ------------------------ | ------------------------ | ------------------------ | ------------------------ | ------------------------ |
| الدرجة القصوى °م (°ف)                                                    | 28.0 (82.4)              | 31.7 (89.1)              | 37.2 (99.0)              | 43.9 (111.0)             | 47.4 (117.3)             | 47.2 (117.0)             | 45.0 (113.0)             | 41.7 (107.1)             | 38.9 (102.0)             | 37.9 (100.2)             | 34.2 (93.6)              | 28.1 (82.6)              | 47.4 (117.3)             |
| متوسط درجة الحرارة الكبرى °م (°ف)                                        | 18.9 (66.0)              | 21.6 (70.9)              | 25.6 (78.1)              | 32.0 (89.6)              | 37.2 (99.0)              | 38.7 (101.7)             | 34.0 (93.2)              | 33.1 (91.6)              | 33.1 (91.6)              | 31.2 (88.2)              | 26.6 (79.9)              | 21.2 (70.2)              | 29.6 (85.3)              |
| متوسط درجة الحرارة الصغرى °م (°ف)                                        | 7.8 (46.0)               | 9.8 (49.6)               | 13.9 (57.0)              | 18.9 (66.0)              | 23.3 (73.9)              | 26.0 (78.8)              | 25.3 (77.5)              | 24.8 (76.6)              | 23.1 (73.6)              | 18.1 (64.6)              | 13.0 (55.4)              | 9.0 (48.2)               | 17.7 (63.9)              |
| أدنى درجة حرارة °م (°ف)                                                  | 0.6 (33.1)               | 1.1 (34.0)               | 4.4 (39.9)               | 8.5 (47.3)               | 9.8 (49.6)               | 13.8 (56.8)              | 14.0 (57.2)              | 15.0 (59.0)              | 15.0 (59.0)              | 11.3 (52.3)              | 6.1 (43.0)               | 0.9 (33.6)               | 0.6 (33.1)               |
| الهطول مم (إنش)                                                          | 52.4 (2.06)              | 79.0 (3.11)              | 74.9 (2.95)              | 47.1 (1.85)              | 34.8 (1.37)              | 87.3 (3.44)              | 371.5 (14.63)            | 370.2 (14.57)            | 140.9 (5.55)             | 25.1 (0.99)              | 10.1 (0.40)              | 38.3 (1.51)              | 1٬331٫6 (52.43)          |
| متوسط الأيام الممطرة                                                     | 3.1                      | 4.2                      | 4.8                      | 3.2                      | 3.2                      | 5.3                      | 12.5                     | 13.1                     | 6.1                      | 1.8                      | 1.1                      | 2.3                      | 60.6                     |
| المصدر: India Meteorological Department (record high and low up to 2010) |                          |                          |                          |                          |                          |                          |                          |                          |                          |                          |                          |                          |                          |

## الأعلام
- سهيل شارما
- موكيش ريشي
- آرون شارما
- أديتيا سينغ
- أصغر خان